# زناميانكا دروها (كيروفوهرادسكا)
زناميانكا دروها (Знамьянка Друга) هي مدينة في مقاطعة كيروفوهرادسكا في أوكرانيا.
يبلغ عدد سكانها حوالي 5340 نسمة.